# 2-Oksazolidon
2-Oksazolidon je heterociklično organsko jedinjenje koje sadrži azot i kiseonik u petočlanom prstenu.

## Lekovi
Oksazolidinoni se uglavnom koriste kao antimikrobici. Oni deluju putem inhibicije proteinske sinteze.

## Spoljašnje veze
- Synthesis of Oxazolidinones - Recent Literature